# Chiesa di Santo Stefano (Gorreto)
La chiesa di Santo Stefano è un luogo di culto cattolico situato nella frazione di Fontanarossa nel comune di Gorreto, nella città metropolitana di Genova..

## Storia e descrizione

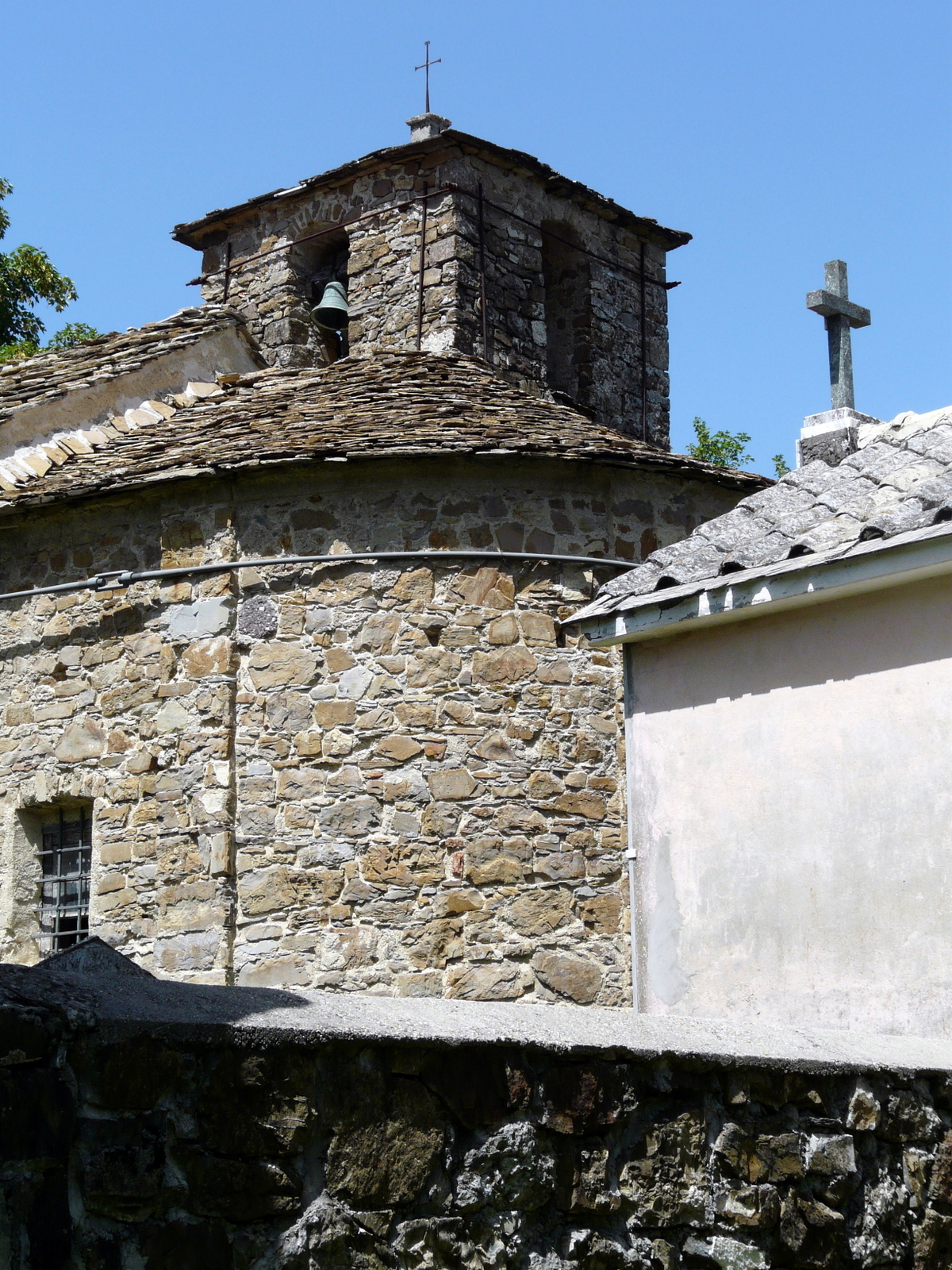
Particolare del campanile

Conosciuta come "la saracena" sorse, secondo alcuni studi, nel periodo medievale durante l'infeudamento della famiglia Malaspina.
Già sede parrocchiale, assoggetta alla più antica pieve di San Giovanni Evangelista di Rovegno, un registro della diocesi di Tortona attesta che nel 1523 la Eccl. S. Stephani de Fontana Rubea era condotta dal curato Stephanum Campis.
Con la costruzione della nuova chiesa parrocchiale dell'Addolorata, verso l'odierno centro abitato di Fontanarossa, perse la storica importanza.